# Abraham Hondius

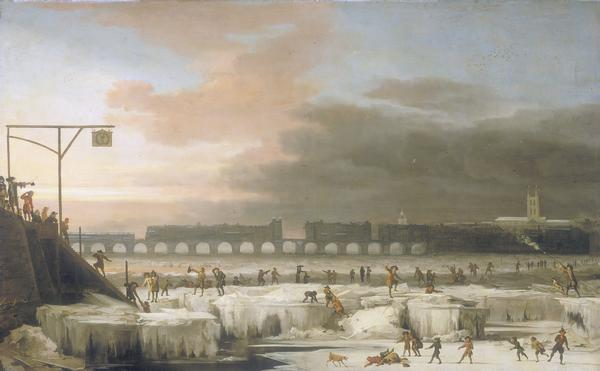
Zugefrorene Themse 1677

Abraham Danielsz. Hondius, auch de Hondt, de Hout oder de Hont, (* um 1631 in Rotterdam; † September 1691 in London) war ein niederländischer Maler, Radierer und Zeichner.
Die Angaben zu den Lebensdaten schwanken von 1625 bis 1691 über 1630–1691 bis zu 1638–1691 oder 1695. In Alfred von Wurzbachs Lexikon wird berichtet, dass er möglicherweise am 9. Januar 1639 in Rotterdam getauft wurde, dass er in Ludgate Hill in London lebte und 1695 nach einem heftigen Gichtanfall gestorben sei. Wolfgang Stechow gibt mit Hinweis auf Horace Walpole (Anecdotes of Painting 1763, Band 3) ebenfalls das Todesjahr 1695 an.

## Leben
Hondius war der Sohn des Maurers und Stadtsteinmetzen Daniel Abramsz. de Hondt, der seit dem 17. November 1630 mit Crijntgen Alewijnsdr. verheiratet war. Die Annahme von Marijke Peyser-Verhaar, dass diese Ehefrau die Mutter von Hondius war, sowie die Feststellung, dass sein frühestes bekanntes Werk auf 1651 datiert ist, lässt sie zu folgendem Schluss kommen: “the artist was born around 1631” (deutsch: „der Künstler wurde um 1631 geboren.“) Er zog 1659 von Rotterdam nach Amsterdam, war 1665 bis 1670 wieder in Rotterdam und ab 1671 in London, wo er starb. Er wird vom 21. Februar 1673 bis 25. Juni 1679 im Tagebuch von Robert Hooke 25-mal erwähnt. Hooke unterstützte Christopher Wren beim Aufbau Londons nach dem Brand (1666) und vermittelte auch Hondius dafür Aufträge für Gemälde. In London malt er auf Leinwand statt Holz und es entstehen einige großformatige Bilder mit blutigen Tierkämpfen (ohne Beteiligung von Menschen), was dem damaligen Geschmack in England entsprach. Er malt auch Winterdarstellungen der Stadt nach den Kälteeinbrüchen 1676/77 und 1683 (zugefrorene Themse, Markt im Winter).
Er ist vor allem für Tierszenen bekannt, zum Beispiel Jagdszenen miteinander kämpfender Tiere (sein letztes Bild zeigt einen Affen und eine Katze, die sich um Geflügel streiten) und Tierstudien. Er malte auch Landschaften, historische Genreszenen und religiöse und mythologische Sujets. Ein einziges Porträtbild von ihm ist bekannt aus seiner holländischen Zeit.
Hondius starb im September 1691 in London. Er wurde am 17. September 1691 im Kirchspiel St. Bride in der Fleet Street begraben.
Am 20. April 1653 heiratete er Geertruyd Willems van den Eyck vor dem Gericht in Rotterdam, mit der er eine Tochter hatte, die auch Geertruyd hieß. Nach dem Tod seiner Frau heiratete er eine Sarah in London. Er war von 1665 bis 1671 im Ossenhoofd in Rotterdam Mieter. Dort war eine auch eine katholische Untergrund-Kirche. Er hatte einen Sohn Abraham Hondius II, der auch Maler war.

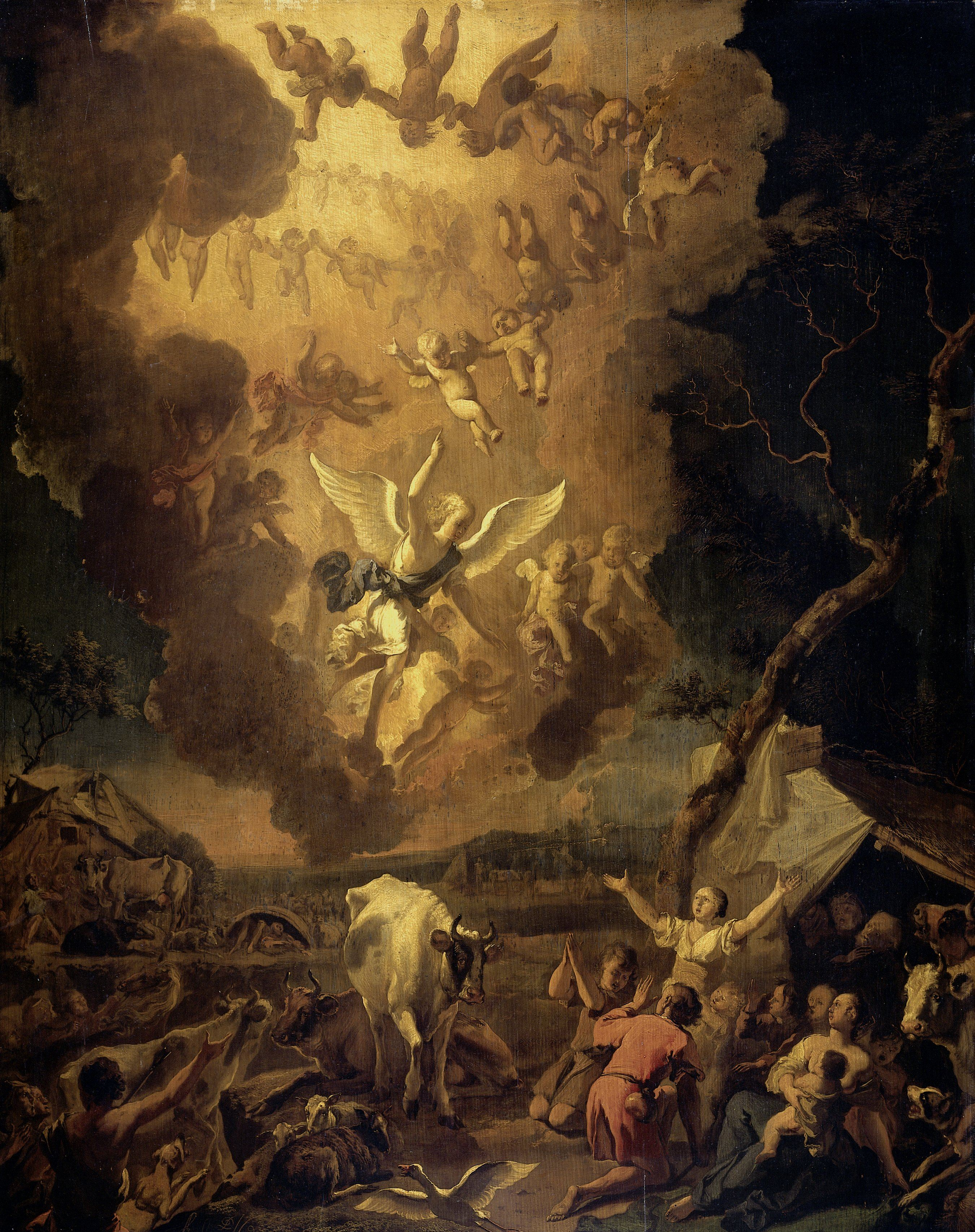
Anbetung der Hirten, 1663, Rijksmuseum Amsterdam
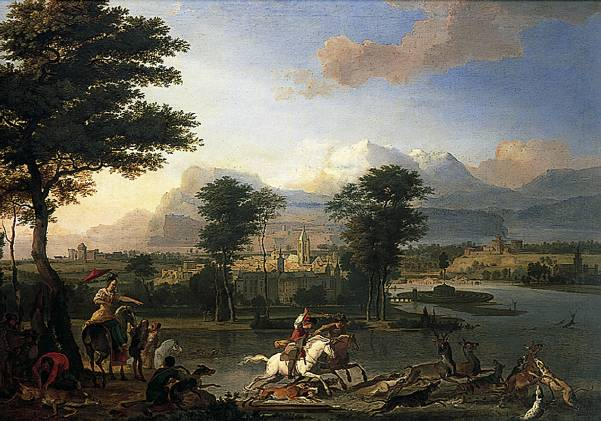
Hirschjagd, 1675, Norwich Castle
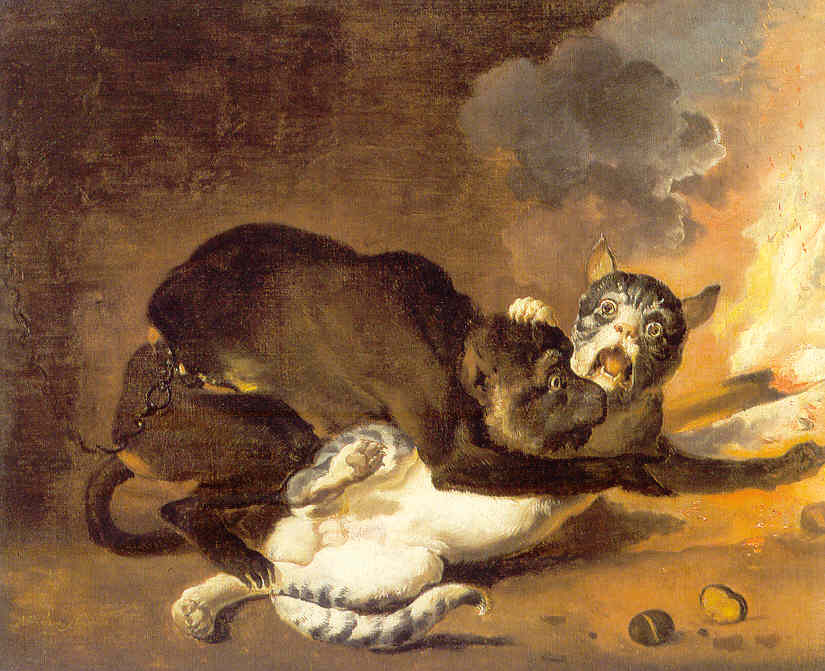
Affe und Katze, 1670, Cleveland Museum of Art
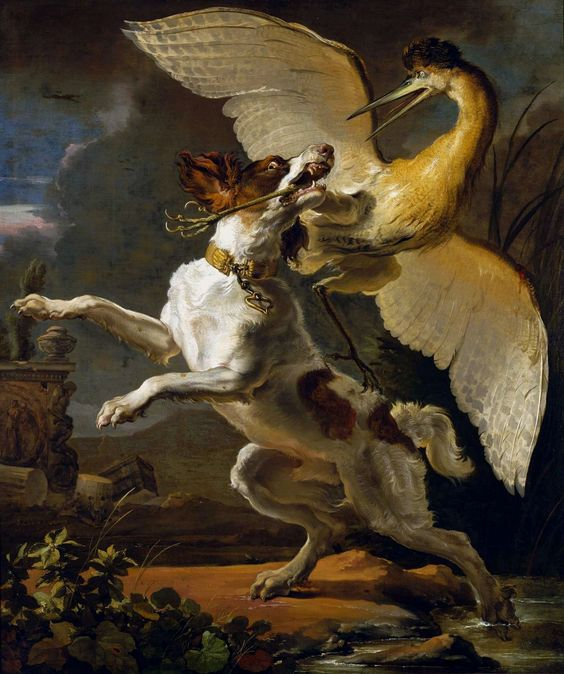
Kampf zwischen Hund und Fischreiher, 1670, Nationalmuseum Warschau
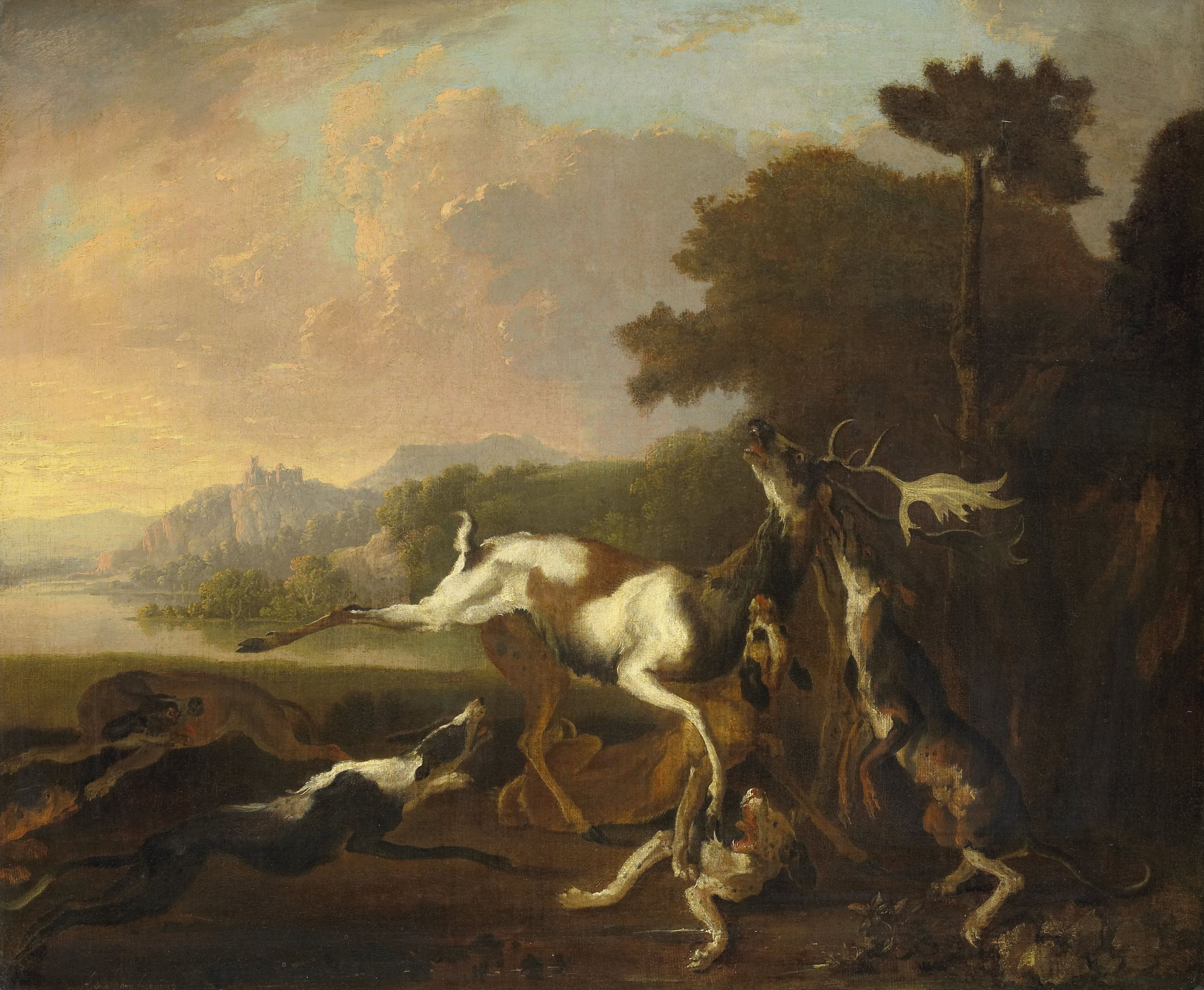
Hirschjagd, Rijksmuseum
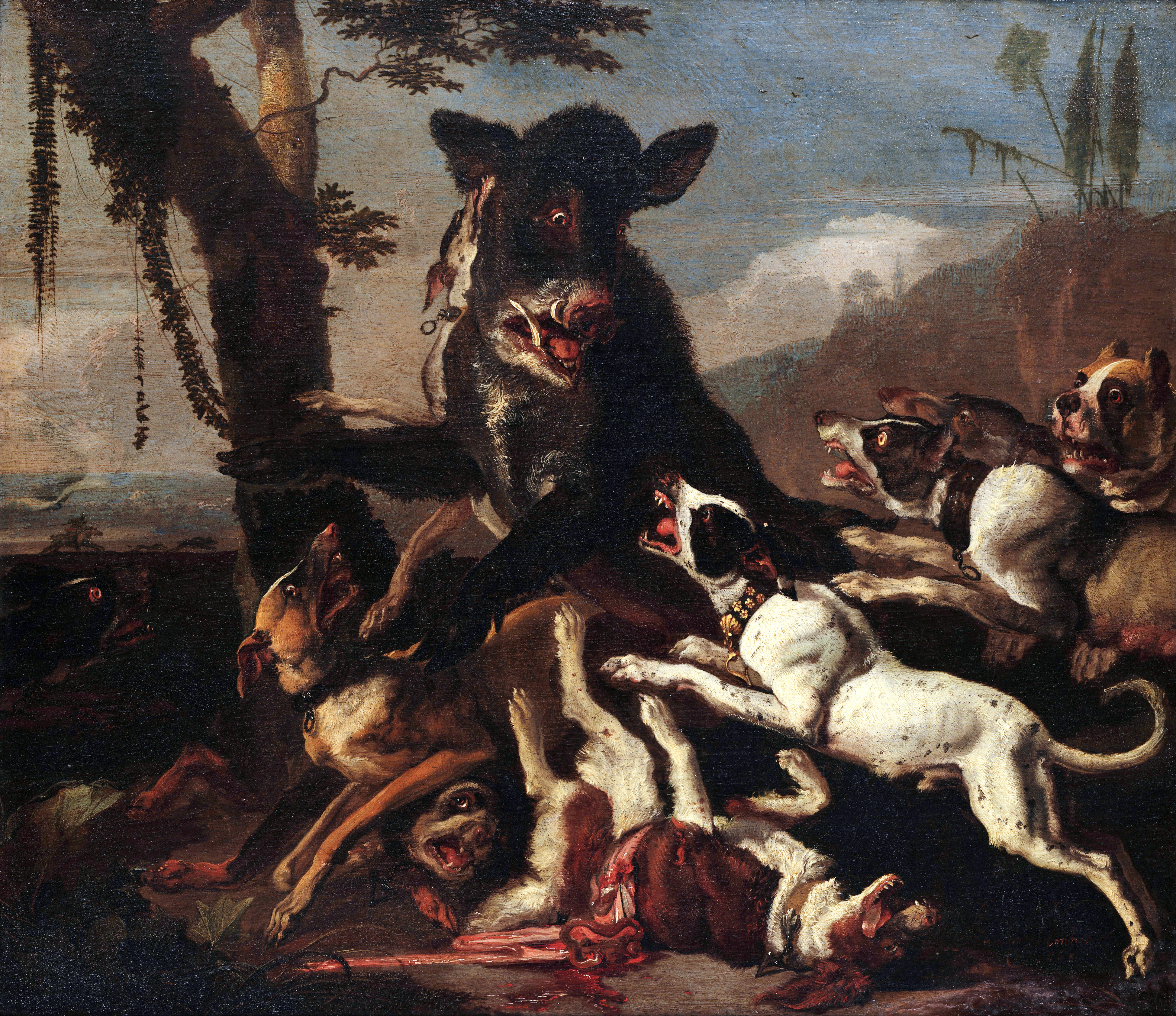
Wildschweinjagd, Sao Paulo
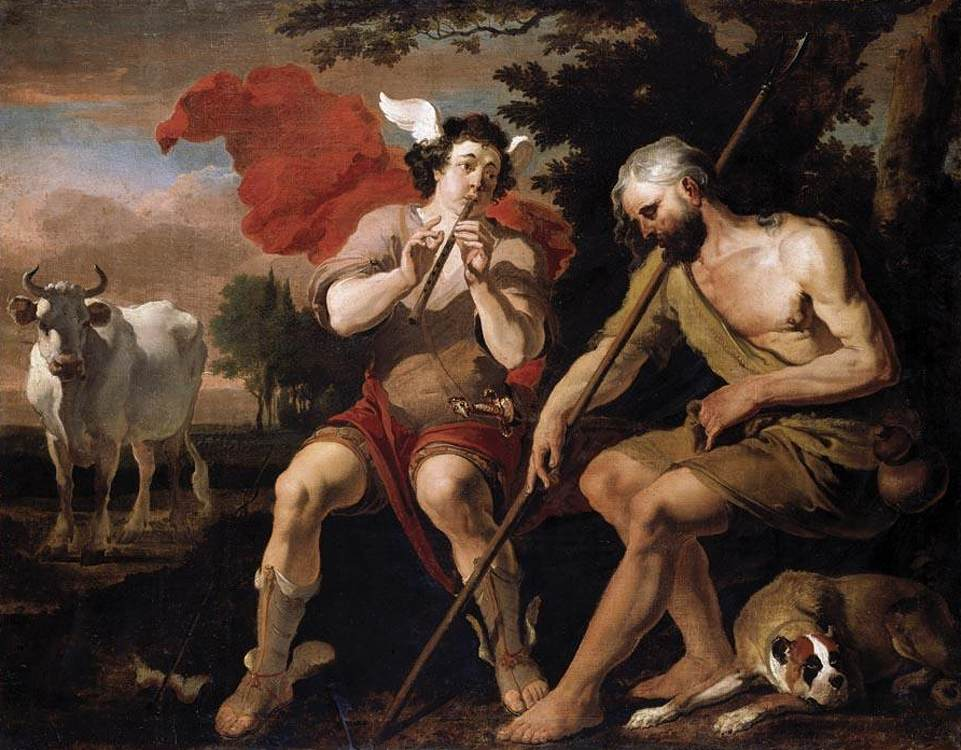
Merkur und Argos, Privatsammlung
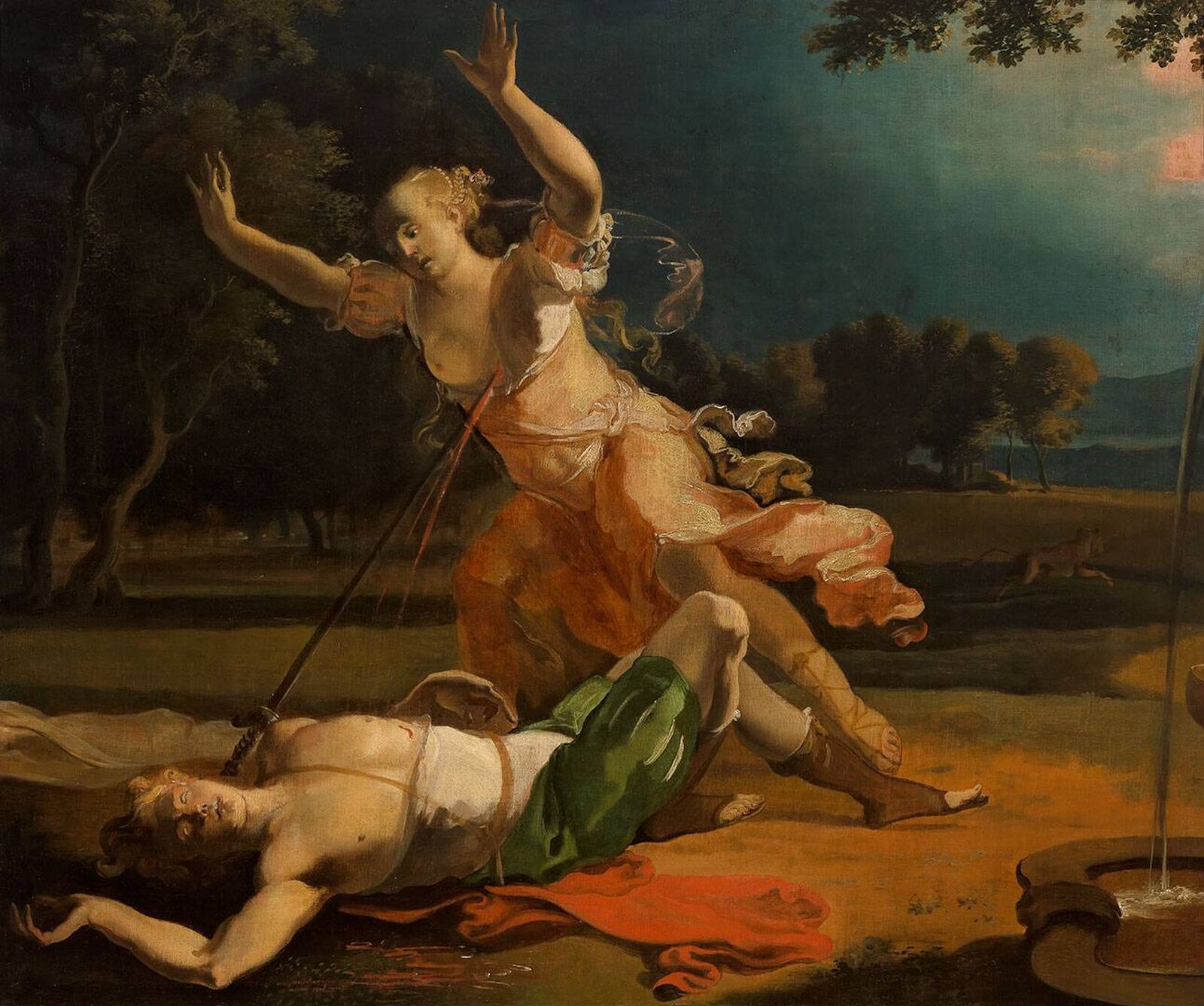
Pyramus und Thisbe, Museum Boijmans van Beuningen, Rotterdam